# 1891 a tudományban
Az 1891. év a tudományban és a technikában.

## Születések
- január 8. - Walther Bothe német fizikus
- március 11. – Polányi Mihály (Michael Polanyi) magyar–brit tudós, akinek a munkássága a fiziko-kémiától a közgazdaságtanon át a filozófiáig terjedt († 1976)
- május 18. – Rudolf Carnap német-amerikai filozófus, a logikai pozitivizmus irányzatának szellemi vezére († 1970)
- július 18.– Emil Julius Gumbel német matematikus és politikai író († 1966)
- augusztus 19. – Milton Humason (Milton Lasell Humason) amerikai csillagász († 1972)
- szeptember 12. – Róheim Géza magyar-amerikai néprajzkutató, Ausztrália, Új-Guinea, Mexikó néprajzi kutatója. Az etnológia pszichoanalitikai irányzatának világhírű egyénisége († 1953)
- szeptember 14. – Ivan Matvejevics Vinogradov orosz, szovjet matematikus, az analitikus számelmélet jeles kutatója († 1983)
- október 20. – James Chadwick Nobel-díjas angol fizikus, a neutron felfedezője († 1974) július 24.)
- november 5. – Rudolf Hauschka kémikus, a WALA gyógyszergyár alapítója († 1969)
- november 14. – Frederick Banting kanadai Nobel-díjas orvoskutató, az inzulin egyik felfedezője († 1941) február 21.
- november 21. – Alfred Sturtevant amerikai genetikus († 1970)
- december 23. – Bródy Imre magyar fizikus, kémikus, feltaláló, a kriptongázas izzólámpa kifejlesztője († 1944)

## Halálozások
- február 10.– Szofja Vasziljevna Kovalevszkaja orosz matematikus (* 1850)
- június 9. – Ludvig Lorenz dán matematikus és fizikus (* 1829)
- június 23. – Norman Robert Pogson angol csillagász (* 1829)
- június 23. – Wilhelm Eduard Weber porosz fizikus és egyetemi tanár, a mágneses fluxus névadója; nevéből származik a weber mértékegység (* 1804)
- szeptember 17. – Petzval József magyar mérnök-matematikus, feltaláló, a Magyar Tudományos Akadémia tiszteleti tagja, a Bécsi Tudományos Akadémia tagja (* 1807)
- szeptember 18. – William Ferrel amerikai meteorológus, az elméleti meteorológia egyik megalapozója (* 1817)
- december 29. – Leopold Kronecker német matematikus (* 1823)